# Ženská basketbalová liga 2009/2010
Ženské basketbalové ligy se v sezóně 2009-10 zúčastnilo 10 klubů. Vítězem se stal klub BK Frisco SIKA Brno, který ovládl i základní část.

## Herní systém
Sezóna se skládá ze tří částí:
- dlouhodobá část hraná systémem každý s každým
- nadstavbové skupiny A1 (1.-4. tým) a A2 (5.-10. tým) hrané opět systémem každý s každým
- play-off kdy osm nejlepších družstev hraje vylučovacím způsobem na tři vítězná utkání ve čtvrtfinále a finále a na dvě vítězná utkání v semifinále a o umístění (3.-8. místo).
  - Play-out kdy týmy na 9. a 10. místě hrají na tři vítězná utkání o záchranu v ŽBL. Poražený tým nahradí vítěz 1. ligy.

## Kluby v soutěži
- BK Frisco SIKA Brno
- USK Praha
- Kara Trutnov
- Slovanka MB
- BK Lokomotiva Karlovy Vary
- Sokol Hradec Králové
- BK Czech coal Afast Strakonice
- VŠ Praha
- Valosun Brno
- BA Sparta

## Tabulka základní části
| Poř. | Klub                           | Body | Výhry | Prohry | Skóre     |
| ---- | ------------------------------ | ---- | ----- | ------ | --------- |
| 1.   | BK Frisco SIKA Brno            | 36   | 18    | 0      | 1801:1029 |
| 2.   | ZVVZ USK Praha                 | 34   | 16    | 2      | 1744:1083 |
| 3.   | Kara Trutnov                   | 29   | 11    | 7      | 1262:1279 |
| 4.   | Slovanka MB                    | 27   | 9     | 9      | 1341:1387 |
| 5.   | BK Lokomotiva Karlovy Vary     | 27   | 9     | 9      | 1202:1356 |
| 6.   | Sokol Hradec Králové           | 26   | 8     | 10     | 1183:1350 |
| 7.   | BK Czech coal Afast Strakonice | 26   | 8     | 10     | 1324:1390 |
| 8.   | VŠ Praha                       | 24   | 6     | 12     | 1180:1439 |
| 9.   | Valosun Brno                   | 23   | 5     | 13     | 1232:1395 |
| 10.  | BA Sparta                      | 18   | 0     | 18     | 1038:1599 |

## Skupina A1
| Poř. | Klub                | Body | Výhry | Prohry | Skóre     |
| ---- | ------------------- | ---- | ----- | ------ | --------- |
| 1.   | BK Frisco SIKA Brno | 46   | 22    | 2      | 2322:1464 |
| 2.   | ZVVZ USK Praha      | 46   | 22    | 2      | 2277:1500 |
| 3.   | Kara Trutnov        | 37   | 13    | 11     | 1684:1771 |
| 4.   | Slovanka MB         | 33   | 9     | 15     | 1739:1917 |

### Zápasy
1. kolo
- Slovanka MB 83:94 BK Frisco SIKA Brno
- ZVVZ USK Praha 96:63 Kara Trutnov

2. kolo
- BK Frisco SIKA Brno 93:64 Kara Trutnov
- Slovanka MB 67:86 ZVVZ USK Praha

3. kolo
- ZVVZ USK Praha 82:68 BK Frisco SIKA Brno
- Kara Trutnov 71:58 Slovanka MB

4. kolo
- BK Frisco SIKA Brno 97:57 Slovanka MB
- Kara Trutnov 79:83 ZVVZ USK Praha

5. kolo
- Kara Trutnov 67:90 BK Frisco SIKA Brno
- ZVVZ USK Praha 104:61 Slovanka MB

6. kolo
- BK Frisco SIKA Brno 79:82 ZVVZ USK Praha
- Slovanka MB 72:78 Kara Trutnov

## Skupina A2
| Poř. | Klub                           | Body | Výhry | Prohry | Skóre     |
| ---- | ------------------------------ | ---- | ----- | ------ | --------- |
| 1.   | BK Lokomotiva Karlovy Vary     | 44   | 16    | 12     | 1885:1985 |
| 2.   | Valosun Brno                   | 41   | 13    | 15     | 1982:2093 |
| 3.   | Sokol Hradec Králové           | 40   | 12    | 16     | 1875:2018 |
| 4.   | BK Czech coal Afast Strakonice | 40   | 12    | 16     | 2047:2107 |
| 5.   | VŠ Praha                       | 39   | 11    | 17     | 1917:2143 |
| 6.   | BA Sparta                      | 30   | 2     | 26     | 1665:2392 |

## Play-out
1. kolo
- VŠ Praha 74:72 BA Sparta

2. kolo
- VŠ Praha 76:73 BA Sparta

3. kolo
- BA Sparta 81:48 VŠ Praha

4. kolo
- BA Sparta 88:67 VŠ Praha

5. kolo
- VŠ Praha 72:49 BA Sparta

## Play-off

### čtvrtfinále
1. kolo
- Slovanka MB 63:60 BK Lokomotiva Karlovy Vary
- Kara Trutnov 91:77 Valosun Brno
- BK Frisco SIKA Brno 102:49 BK Czech coal Afast Strakonice
- ZVVZ USK Praha 97:53 Sokol Hradec Králové

2. kolo
- Slovanka MB 72:65 BK Lokomotiva Karlovy Vary
- Kara Trutnov 80:57 Valosun Brno
- BK Frisco SIKA Brno 100:53 BK Czech coal Afast Strakonice
- ZVVZ USK Praha 95:59 Sokol Hradec Králové

3. kolo
- BK Lokomotiva Karlovy Vary 81:88 Slovanka MB
- Valosun Brno 84:86 Kara Trutnov
- BK Czech coal Afast Strakonice 70:109 BK Frisco SIKA Brno
- Sokol Hradec Králové 65:112 ZVVZ USK Praha

### semifinále
1. kolo
- BK Frisco SIKA Brno 92:48 Slovanka MB
- ZVVZ USK Praha 109:56 Kara Trutnov

2. kolo
- Slovanka MB 70:112 BK Frisco SIKA Brno
- Kara Trutnov 74:85 ZVVZ USK Praha

### finále
1. kolo
- BK Frisco SIKA Brno 80:77 ZVVZ USK Praha

2. kolo
- ZVVZ USK Praha 75:86 BK Frisco SIKA Brno

3. kolo
- BK Frisco SIKA Brno 74:78 ZVVZ USK Praha

4. kolo
- ZVVZ USK Praha 69:83 BK Frisco SIKA Brno

### o 3. místo
1. kolo
- Kara Trutnov 68:66 Slovanka MB

2. kolo
- Slovanka MB 67:63 Kara Trutnov

3. kolo
- Kara Trutnov 68:64 Slovanka MB

### o 5.-8. místo
1. kolo
- BK Lokomotiva Karlovy Vary 68:61 BK Czech coal Afast Strakonice
- Valosun Brno 72:58 Sokol Hradec Králové

2. kolo
- BK Czech coal Afast Strakonice 82:54 BK Lokomotiva Karlovy Vary
- Sokol Hradec Králové 72:76 Valosun Brno

3. kolo
- BK Lokomotiva Karlovy Vary 74:59 BK Czech coal Afast Strakonice

### o 5. místo
1. kolo
- BK Lokomotiva Karlovy Vary 74:61 Valosun Brno

2. kolo
- Valosun Brno 94:89 BK Lokomotiva Karlovy Vary

3. kolo
- BK Lokomotiva Karlovy Vary 66:56 Valosun Brno

### o 7. místo
1. kolo
- Sokol Hradec Králové 78:61 BK Czech coal Afast Strakonice

2. kolo
- BK Czech coal Afast Strakonice 85:65 Sokol Hradec Králové

3. kolo
- Sokol Hradec Králové 83:78 BK Czech coal Afast Strakonice

## Konečné pořadí
| 2009/10 | Ženská basketbalová liga       |
| 1.      | BK Frisco SIKA Brno            |
| 2.      | ZVVZ USK Praha                 |
| 3.      | Kara Trutnov                   |
| 4.      | Slovanka MB                    |
| 5.      | BK Lokomotiva Karlovy Vary     |
| 6.      | Valosun Brno                   |
| 7.      | Sokol Hradec Králové           |
| 8.      | BK Czech coal Afast Strakonice |
| 9.      | VŠ Praha                       |
| 10.     | BA Sparta                      |

## Nejlepší hráčky

### Nejlepší střelci
| Hráčka             | Klub                           | Zápasy | Body | Průměr |
| ------------------ | ------------------------------ | ------ | ---- | ------ |
| Petra Reisingerová | BK Czech coal Afast Strakonice | 36     | 656  | 18,22  |
| Veronika Vlková    | Valosun Brno                   | 35     | 640  | 18,29  |
| Michaela Zrůstová  | Valosun Brno                   | 34     | 581  | 17,09  |
| Lenka Větrovcová   | BK Lokomotiva Karlovy Vary     | 37     | 562  | 15,19  |
| Darina Mišurová    | Kara Trutnov                   | 30     | 539  | 19,97  |
| Kateřina Nováková  | Sokol Hradec Králové           | 36     | 511  | 14,19  |
| Eva Vítečková      | BK Frisco SIKA Brno            | 32     | 500  | 15,62  |

### Asistence
| Hráčka            | Klub                | Zápasy | Asistence | Průměr |
| ----------------- | ------------------- | ------ | --------- | ------ |
| Hana Nezdařilová  | Slovanka MB         | 30     | 142       | 4,73   |
| Jelena Škerović   | BK Frisco SIKA Brno | 24     | 98        | 4,08   |
| Hana Horáková     | BK Frisco SIKA Brno | 31     | 120       | 3,87   |
| Zuzana Žirková    | BK Frisco SIKA Brno | 5      | 16        | 3,20   |
| Michaela Uhrová   | Kara Trutnov        | 14     | 44        | 3,14   |
| Markéta Bednářová | ZVVZ USK Praha      | 28     | 82        | 2,93   |
| Lindsay Whalen    | ZVVZ USK Praha      | 24     | 65        | 2,71   |

### Doskoky
| Hráčka                  | Klub                           | Zápasy | Doskoky | Průměr |
| ----------------------- | ------------------------------ | ------ | ------- | ------ |
| Petra Reisingerová      | BK Czech coal Afast Strakonice | 36     | 380     | 10,56  |
| Eva Horáková            | Sokol Hradec Králové           | 7      | 66      | 9,43   |
| Petra Kulichová         | BK Frisco SIKA Brno            | 19     | 169     | 8,89   |
| Michala Hartigová       | Kara Trutnov                   | 31     | 265     | 8,85   |
| Lenka Šípová            | Slovanka MB                    | 28     | 225     | 8,04   |
| Charde Lakishia Houston | ZVVZ USK Praha                 | 10     | 79      | 7,90   |
| Kamila Štěpánová        | VŠ Praha                       | 33     | 254     | 7,70   |